# Kinkinhoué
Kinkinhoué è un arrondissement del Benin situato nella città di Djakotomey (dipartimento di Kouffo) con 5.914 abitanti (dato 2006).